# Labios (canción)
«Labios» es una canción de la banda multicultural de México Jenny and the Mexicats, incluida para su segundo álbum  de estudio titulado Ome. Fue lanzada a principios del mes de septiembre del año 2015 como el sencillo debut de dicho álbum por su discográfica independiente Mexicats Records. Además esta canción estuvo incluida en la banda sonora de la película Amor de mis amores.

## Vídeo musical
El videoclip fue dirigido por Pepe Vazquez, y se muestra a la agrupación junto con algunos de los actores de la película estando en varios escenarios con luces de fondo y animaciones.

## Lista de canciones

### Descarga digital[8]
| Labios (English Version) — Single |                            |          |  |
| N.º                               | Título                     | Duración |  |
| 1.                                | «Labios (English Version)» | 2:56     |  |
| 2.                                | «Labios»                   | 2:53     |  |